# Эбобиссе, Джереми
Джереми Эбобиссе Эболо (англ. Jeremy Ebobisse Ebolo; 14 февраля 1997, Париж, Франция) — американский футболист, центральный нападающий клуба «Сан-Хосе Эртквейкс» и сборной США.

## Карьера

### Молодёжная карьера
Обучаясь в Университете Дьюка, Эбобиссе два года (в 2014 и 2015) играл за университетскую футбольную команду в Национальной ассоциации студенческого спорта.
В 2015 году в период летнего межсезонья в колледжах выступал за команду «Ди Си Юнайтед» до 23 лет в Премьер-лиге развития.

### Клубная карьера
15 августа 2016 года Эбобиссе заключил контракт с MLS, по условиям которого закончил выступление в студенческой лиге и получил право на участие в Супердрафте MLS 2017.
26 августа 2016 года MLS отдала Эбобиссе в аренду в клуб USL «Чарлстон Бэттери» на оставшуюся часть сезона. Его профессиональный дебют состоялся 3 сентября в матче против «Рочестер Райнос». 7 сентября в матче против «Монреаля» он забил свой первый гол в карьере.
13 января 2017 года на Супердрафте MLS Эбобиссе был выбран под общим четвёртым номером клубом «Портленд Тимберс». 2 апреля впервые сыграл за фарм-клуб «Портленд Тимберс 2», выступающий в USL, в матче против «Сиэтл Саундерс 2». За первую команду «Портленд Тимберс» в MLS дебютировал в матче против «Сан-Хосе Эртквейкс» 6 мая. 9 июля в матче против «Лос-Анджелес Гэлакси II» впервые забил за «Портленд Тимберс 2». 23 июля в матче против «Ванкувер Уайткэпс», впервые выйдя в стартовом составе «Портленд Тимберс», забил свой первый гол в MLS. 26 февраля 2020 года Эбобиссе продлил контракт с «Портленд Тимберс» на несколько лет. На Турнире MLS is Back Эбобиссе забил четыре мяча, за что был включён в символическую сборную турнира. 7 октября в матче против «Лос-Анджелес Гэлакси» оформил дубль, за что был назван игроком недели в MLS.
5 августа 2021 года Эбобиссе был продан в «Сан-Хосе Эртквейкс» за $1,167 млн в общих распределительных средствах. За «Сан-Хосе» дебютировал 8 августа в матче против «Лос-Анджелеса», выйдя на замену на 36-й минуте вместо Лусиано Абекасиса. 20 августа в матче против «Лос-Анджелес Гэлакси» забил свой первый гол за «Квейкс».

### Международная карьера
В 2017 году в составе молодёжной сборной США Эбобиссе принимал участие в молодёжных чемпионатах КОНКАКАФ и мира. На чемпионате мира забил два гола — в 1/8 финала против Новой Зеландии и в 1/4 финала против Венесуэлы.
20 декабря 2018 года Эбобиссе получил вызов в сборную США, в тренировочный лагерь перед товарищескими матчами со сборными Панамы и Коста-Рики. В матче с Панамой, состоявшемся 27 января 2019 года, выйдя в стартовом составе, дебютировал за американскую сборную.

## Достижения
Командные
 «Портленд Тимберс»
- Победитель Турнира MLS is Back (2020)

 сборная США до 20 лет
- Чемпион КОНКАКАФ среди молодёжных команд: 2017

Индивидуальные
- Член символической сборной Турнира MLS is Back (2020)

## Статистика выступлений

### Клубная статистика
| Выступление        | Выступление      | Выступление      | Лига | Лига | Плей-офф | Плей-офф | Кубок | Кубок | ЛЧ КОНКАКАФ | ЛЧ КОНКАКАФ | Итого | Итого |
| Клуб               | Лига             | Сезон            | Игры | Голы | Игры     | Голы     | Игры  | Голы  | Игры        | Голы        | Игры  | Голы  |
| ------------------ | ---------------- | ---------------- | ---- | ---- | -------- | -------- | ----- | ----- | ----------- | ----------- | ----- | ----- |
| Чарлстон Бэттери   | USL              | 2016             | 5    | 1    | 0        | 0        | —     | —     | —           | —           | 5     | 1     |
| Чарлстон Бэттери   | Итого            | Итого            | 5    | 1    | 0        | 0        | —     | —     | —           | —           | 5     | 1     |
| Портленд Тимберс   | MLS              | 2017             | 14   | 1    | 2        | 0        | 1     | 0     | —           | —           | 17    | 1     |
| Портленд Тимберс   | MLS              | 2018             | 9    | 2    | 6        | 1        | 1     | 1     | —           | —           | 16    | 4     |
| Портленд Тимберс   | MLS              | 2019             | 34   | 11   | 1        | 0        | 4     | 1     | —           | —           | 39    | 12    |
| Портленд Тимберс   | MLS              | 2020             | 18   | 8    | 5        | 1        | —     | —     | —           | —           | 23    | 9     |
| Портленд Тимберс   | MLS              | 2021             | 13   | 4    | —        | —        | —     | —     | 1           | 0           | 14    | 4     |
| Портленд Тимберс   | Итого            | Итого            | 88   | 26   | 14       | 2        | 6     | 2     | 1           | 0           | 109   | 30    |
| Портленд Тимберс 2 | USL              | 2017             | 5    | 1    | —        | —        | —     | —     | —           | —           | 5     | 1     |
| Портленд Тимберс 2 | USL              | 2018             | 18   | 4    | 0        | 0        | —     | —     | —           | —           | 18    | 4     |
| Портленд Тимберс 2 | Итого            | Итого            | 23   | 5    | 0        | 0        | —     | —     | —           | —           | 23    | 5     |
| Сан-Хосе Эртквейкс | MLS              | 2021             | 7    | 1    | —        | —        | —     | —     | —           | —           | 7     | 1     |
| Сан-Хосе Эртквейкс | Итого            | Итого            | 7    | 1    | —        | —        | —     | —     | —           | —           | 7     | 1     |
| Всего за карьеру   | Всего за карьеру | Всего за карьеру | 123  | 33   | 14       | 2        | 6     | 2     | 1           | 0           | 144   | 37    |

### Международная статистика
| Команда | Год   | Игры | Голы |
| ------- | ----- | ---- | ---- |
| США     |       |      |      |
| 2019    | 1     | 0    |      |
| Всего   | Всего | 1    | 0    |